# ایوان یازبینشک
ایوان یازبینشک (انگلیسی: Ivan Jazbinšek؛ ۹ اوت ۱۹۱۴ – ۲۸ ژوئن ۱۹۹۶) بازیکن فوتبال اهل یوگسلاوی بود. از باشگاه‌هایی که در آن بازی کرده‌است می‌توان به دینامو زاگرب اشاره کرد. وی همچنین در تیم ملی فوتبال کرواسی بازی کرده است.